# Alegria
|  | Aquest article tracta sobre estat d'ànim. Si cerqueu el disc d'Antònia Font, vegeu «Alegria (àlbum)». |

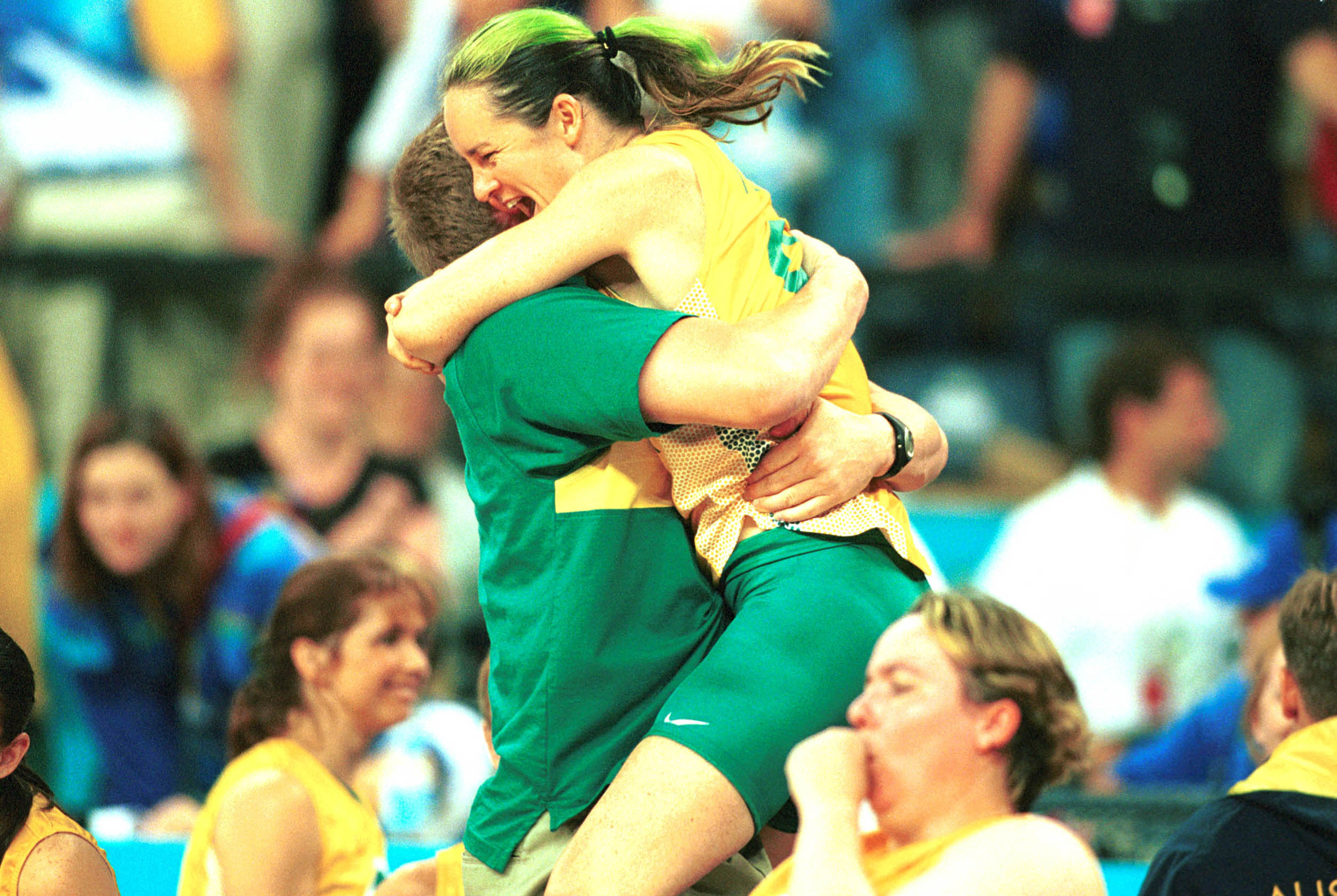
Alegria

L'alegria és un sentiment bàsic, resultat d'una viva satisfacció d'ànima. La paraula prové del llatí alicer, aliceris que significa «viu, animat». A l'expressió facial es lliga amb el somriure i els ulls brillants.
En la medicina psicosomàtica estudia en quina mesura funcionin millor els òrgans del nostre cos i la nostra ment guanyi en claredat i eficiència sota la influència de sentiments postivos com l'alegria.. Els estats mentals positius indueixen el cervell a alliberar endorfina, una hormona analgèsica que alleuja o elimina el dolor, tant físic com emocional, i augmenta la resistència de la ment i del cos. L'alegria es pot propagar, és «contagiosa».